# Бастьен, Пьер
Пьер Бастье́н (фр. Pierre Bastien; род. 1953 Париж) — французский композитор, создатель музыкальных машин.

## Биография
Родился в 1953 году в Париже. Окончил аспирантуру Сорбонского университета в Париже, где занимался изучением французской литературы XVIII столетия.
В 1977 году создал свою первую музыкальную машину. Следующие десять лет писал музыку для танцевальных ансамблей. В то же время не переставал работать над своим механическим оркестром. Начиная с 1987 года он концентрирует всё своё внимание только на нём и проводит сольные выступления, делает звуковые инсталляции и записи, сотрудничает с такими творческими личностями, как Пьеррик Сорен, Карел Дуинг, Джин Вайнфельд, Роберт Уайатт, Иссэй Миякэ, Алексей Айги.
В 1986 году он стал участвовать в выступлениях оркестра Паскаля Комелада. В 1990-х годах оркестр уже состоял из 80 элементов. Он участвовал в музыкальных фестивалях и выставках искусства в Норвегии (World Music Days’90), Австралии (Tisea’92), Японии (Artec’95), Канаде (Fimav’95, Sound Symposium’98), Польше (Warsaw Autumn’95), Соединённых Штатах (Flea Festival’96).

## Дискография

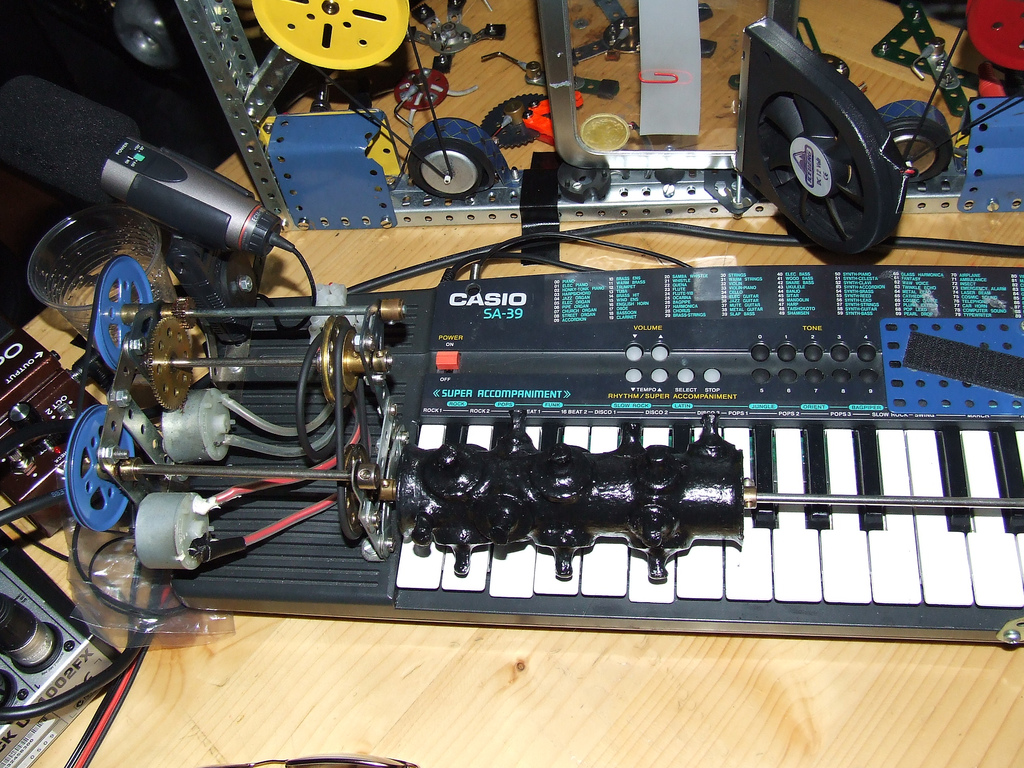

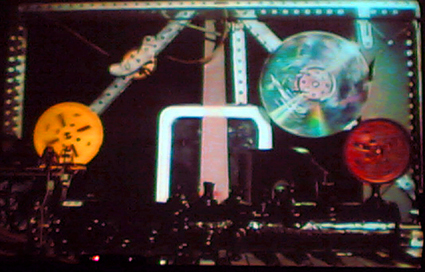

- 1977, Nu Creative Methods, Nu Jungle Dances, NCM
- 1988, K7, Pierre Bastien, Peter Bastiaan & Bernard Pruvost, Hommage à Jean Raine, BPC
- 1988, lp, Mecanium, ADN, DMM 007R
- 1993, cd, Musiques Machinales, SMI NM204
- 1994, 7", Mécanisme de l’Arcane 17, G33G
- 1996, cd, Boîte N°3, Éditions Cactus, cd 003
- 1996, cd, Eggs Air Sister Steel, In Poly Sons, IPS 10-94
- 1997, Pierre Bastien, Pascal Comelade, Jac Berrocal & Jaki Liebezeit, cd, Oblique Sessions, DSA, DSA54054
- 1998, Pierre Bastien, Klimperei, cd, Mécanologie Portative, Prikosnovénie
- 1998, cd, Musiques Paralloïdres, Lowlands, 012
- 2000, cdrom, Neuf Jouets Optiques, Éditions Cactus
- 2002, Pierre Bastien, Lukas Simonis, cd, Mots d´Heures: Gousses, Rames, InPolysons, IPS0402
- 2001, Pierre Bastien, Alexei Aigui, cd, Musique Cyrillique, SoLyd Records, SR0308
- 2001, lp/cd, Mecanoid, Rephlex, CAT 119 cd/LP
- 2004, Mcd, Boite Nº 7, Editions Cactus, cd 007
- 2005, cd, Sé Verla al Revés, g33g, G3GPB1
- 2005, cd, Téléconcerts, Signature, SIG 11042
- 2005, cd, POP, Rephlex, Cat 162
- 2007, cd, Les Premières Machines: 1968—1988, Gazul, distribution Musea
- 2008, Pierre Bastien, Dominique Grimaud, cd, Rag-Time vol. 2, InPolysons, IPS0308